# Ligaturen (Soziologie)
Ligaturen bezeichnen in der Soziologie laut Ralf Dahrendorf die Zugehörigkeiten und Bindungen, ohne die gesellschaftliches Leben nicht möglich ist. Dahrendorf beschrieb Ligaturen als „tiefe kulturelle Bindungen, die Menschen in die Lage versetzten, ihren Weg durch die Welt der Optionen zu finden.“ Ligaturen in historischen Gesellschaften seien absolut gewesen, die in modernen Gesellschaften hielt Dahrendorf dagegen für Anomie-anfällig: „Menschen verlieren den Halt, den ihnen nur tiefe kulturelle Bindungen vermitteln können; am Ende geht nichts mehr, und alles wird gleich gültig, damit gleichgültig.“